# 岡崎英生
岡崎 英生（おかざき ひでお、1943年8月11日 - ）は、日本の編集者、漫画原作者、フリーライター。山形県山形市生まれ。
早稲田大学仏文科卒業。少年画報社で漫画雑誌『ヤングコミック』編集部勤務。1971年退社。その後、劇画原作者、フリーライターとなる。
宮谷一彦の実録漫画『ライク ア ローリング ストーン』には、本人役で出演している。

## 作品

### 単著
- 劇画狂時代 : 「ヤングコミック」の神話 岡崎英生 著 飛鳥新社 2002
- 畑のおうち : クラインガルテンの12カ月 岡崎英生 著 日本インテグレート 2013 (GEIBUN MOOKS ; NO.905. GARDEN SERIES ; 4)
- 富良野ラベンダー物語 岡崎英生 著 遊人工房 2013

### 共著
- 伏字文学事典 ××を楽しむ本 奥成達, 岡崎英生, 舎人英一 (著) 住宅新報社 1977
- ありがとうラベンダー―花のいのちをまもったひと 岡崎英生 (著), 大社玲子 (イラスト), 富田忠雄（監修） キッズメイト 2003

### 翻訳
- ラベンダーとラバンジン クリスティアヌ・ムニエ 著,岡崎 英生 訳 フレグランスジャーナル社 2005

### 漫画原作
- 性触の花 榊まさる 画,岡崎英生 作 壱番館書房 1982 (Kosaido comic pack)
- 花言葉 岡崎英生 原作,上村一夫 著 愛育社 2003 (上村一夫珠玉作品集 ; 2)
- 夢師アリス : 上村一夫傑作選 上下 上村一夫 画,岡崎英生 原作 愛育社 2004
- しなの川 全3巻 上村一夫 画,岡崎英生 作 K&Bパブリッシャーズ 2005 (上村一夫完全版シリーズ) - 『ヤングコミック』連載。
- 阿部定 上下 上村一夫 画,戸川昌子 原作,岡崎英生 脚色 K&Bパブリッシャーズ 2005 (上村一夫完全版シリーズ 淫花伝 ; 1) - 『漫画エロトピア』連載。
- 高橋お伝 上村一夫 画,戸川昌子 原作,岡崎英生 脚色 K&Bパブリッシャーズ 2005 (上村一夫完全版シリーズ 淫花伝 ; 2) - 『漫画エロトピア』連載。
- 本牧お浜 上村一夫 画,戸川昌子 原作,岡崎英生 脚色 K&Bパブリッシャーズ 2005 (上村一夫完全版シリーズ 淫花伝 ; 3) - 『漫画エロトピア』連載。
- 悪の華 = Les Fleurs du mal 岡崎英生 作,上村一夫 絵 まんだらけ出版部 2012 (上村一夫ビブリオテーク ; 1) - 『漫画エロトピア』連載。
- 夢二 : ゆめのまたゆめ 岡崎英生 作,上村一夫 絵 まんだらけ出版部 2016 (上村一夫ビブリオテーク ; 04)
- 愛怨姉妹 岡崎英生 原作,ふくしま政美 漫画
- イサクの方舟 岡崎英生 原作,ふくしま政美 漫画